# Brachiella coryphaenae
Brachiella coryphaenae är en kräftdjursart som beskrevs av Arthur Sperry Pearse 1952. Brachiella coryphaenae ingår i släktet Brachiella och familjen Lernaeopodidae. Inga underarter finns listade i Catalogue of Life.